# Gerhard Vogt (Fußballspieler)
Gerhard Vogt (* 30. November 1933 in Leipzig-Lützschena; † 9. August 2003 in Strasen) war ein deutscher Fußballspieler, der mit ZSK/ASK bzw. FC Vorwärts Berlin viermal die Meisterschaft in der DDR-Oberliga gewann.

## Laufbahn

### Vereine, bis 1967
Am Anfang seiner Laufbahn hatte der mit Balltechnik und Spielwitz ausgestattete Mittelstürmer keinen reibungslosen Verlauf auf der Karriereleiter. Über Potsdam, Empor Lützschena, kam er 1953 zu ZSK Vorwärts KVP Berlin. Da er sich aber nicht durchsetzen konnte, versuchte er es von Februar bis August 1955 beim SC Vorwärts Leipzig. Sportlich aufwärts ging es für den 1,67 cm großen Stürmer, der „Riese“ gerufen wurde und durch enorme Sprungkraft ein kopfballstarker Angreifer war, bei der weiteren Station beim SC bzw. ASG Vorwärts Cottbus, dem er von August 1955 bis 1957 angehörte. In Cottbus wurde er 1956 II. Ligatorschützenkönig in der Staffel Nord mit 19 Treffern. Zur Saison 1958 kehrte er deshalb wieder zum ASK Vorwärts Berlin in die DDR-Oberliga zurück.

### ASK Vorwärts Berlin, 1958 bis 1967
Im zweiten Anlauf glückte die Verbindung ASK Vorwärts und Gerhard Vogt. Als Vorwärts den Vorjahresmeister SC Wismut Karl-Marx-Stadt in der Runde 1958 als Meister ablöste und dabei SC Motor Jena auf den 2. Platz verwies, trug Vogt seinen Anteil in 15 Einsätzen mit acht Toren dazu bei. Bei der vereinsinternen Stürmer-Konkurrenz durch Horst Assmy, Lothar Meyer, Rolf Fritzsche, Horst Kohle und Günther Wirth war das nicht selbstverständlich. Als Gerhard Vogt nach der Runde 1966/67 seine aktive Spielerlaufbahn bei ASK Vorwärts Berlin beendete, hatte er auch noch aktiv an dem Gewinn der Meisterschaften in den Jahren 1960, 1962, 1965 und 1966 mitgewirkt. Insgesamt absolvierte der Offensivspieler 182 DDR-Oberligaspiele und erzielte dabei 63 Tore. Von 1959 bis 1966 war er in neun Europa-Cup-Spielen zum Einsatz gekommen.

### Auswahlspiele, 1957 bis 1960
Die Berufungen in Mannschaften des Deutschen Fußball-Verbandes nahmen im Jahre 1957 durch den Einsatz in der „U 23“ ihren Anfang, fanden durch Spiele in der B-Nationalmannschaft 1958 ihre Fortsetzung und gipfelten in vier Einsätzen in der Fußballnationalmannschaft im Jahre 1959 gegen Indonesien, Portugal und der Tschechoslowakei. Gegen Portugal wurde der Mittelstürmer in den zwei Europameisterschafts-Qualifikationsspielen im „Europapokal der Nationen“ in Berlin und Porto eingesetzt. In seinem vierten Länderspieleinsatz am 12. August 1959 in Leipzig vor 90.000 Zuschauern im Zentralstadion gewann die DFV-Mannschaft mit 2:1 Toren. Am 16. und 23. September 1959 nahm Vogt für die DDR an den zwei deutsch-deutschen Ausscheidungsspielen gegen die deutsche Fußballnationalmannschaft der Amateure des DFB in Berlin und Düsseldorf teil. Die DFB-Elf gewann beide Spiele, konnte sich aber anschließend in der Olympiaqualifikation gegen Polen nicht behaupten.
Abschluss seiner internationalen Einsätze für den DFV war das B-Nationalmannschaftsspiel am 13. Dezember 1960 in Conakry gegen Guinea. Vogt erzielte den Ausgleichstreffer zum 2:2-Endstand.

## Übungsleiter (Trainer)
Gerhard Vogt wurde nach seiner aktiven Spielerlaufbahn ab 1967 beim drittklassigen Bezirksligisten BSG Stahl Hennigsdorf Übungsleiter und führte die BSG im Jahre 1971 zum Aufstieg in die DDR-Liga. 1973 übernahm er die BSG Chemie Premnitz als Übungsleiter, mit der ihm 1975 der DDR-Ligaaufstieg gelang. 1978 kehrte er nach Hennigsdorf zurück, wurde nun aber Übungsleiter der drittklassigen BSG Motor. Binnen einen Jahres schaffte er auch mit dieser Mannschaft den Aufstieg in die DDR-Liga, musste aber 1982 wieder absteigen.